# 長鰭擬鰋
長鰭擬鰋，為輻鰭魚綱鯰形目鮡科的其中一種，為溫帶淡水魚類，分布於亞洲中國怒江流域，體長可達9.9公分，棲息在底層水域，生活習性不明。